# Парламентские выборы в Республике Корея (2016)
Выборы депутатов Национальное собрание Республики Корея XX созыва состоялись на территории всей Кореи 13 апреля 2016 года. С 8 апреля по 9 апреля 2016 года состоялось досрочное проголосование. Выборы прошли по смешанной избирательной системе: из 300 депутатов 47 были избраны по партийным спискам по единому национальному округу (пропорциональная система), а ещё 253 — по одномандатным округам (мажоритарная система). В результате выборов правящая партия «Сэнури» потерпела поражение, не сумев получить большинство голосов, а крупная оппозиционная Совместная демократическая партия победила.